# سیارک ۱۹۹۱۵
سیارک ۱۹۹۱۵ (به انگلیسی: 19915 Bochkarev، نامگذاری:1974RX1) نوزده هزار و نهصد و پانزدهمین سیارک کشف شده‌است که در ۱۴ سپتامبر ۱۹۷۴ کشف شد.
قدر مطلق سیارک برابر ۱۸٫۶ است.